# Katharine Parsons
La Excma. Lady Parsons (de soltera Katharine Bethell) (Yorkshire del Este, 1859 - 16 de octubre de 1933) fue una ingeniera británica, cofundadora y segunda presidenta de la Women's Engineering Society (WES).

## Asociación con Charles Parsons
Nacida de William Frogatt Bethell en Rise Park en East Riding de Yorkshire en 1859, Katharine conoció al Excmo. Charles Algernon Parsons en Leeds en 1882 mientras trabajaba allí como ingeniero. Se casaron en enero de 1883 y tuvieron dos hijos, Algernon George y Rachel Mary Parsons. En sus primeros días de casados, Katharine solía acompañar a Charles a las 7 de la mañana a las pruebas de sus prototipos de torpedos en los lagos de Roundhay Park en Leeds.
A lo largo de casi medio siglo de matrimonio, casi siempre se la encontraba trabajando estrechamente con él en proyectos de ingeniería, tanto en el hogar como en las obras de ingeniería comercial, especialmente durante el período en el que se desarrolló la turbina de vapor de los Parsons.

## La Primera Guerra Mundial
Famosa por su carácter robusto y sus excepcionales habilidades organizativas, durante la Primera Guerra Mundial, Lady Parsons estuvo estrechamente involucrada en la gestión de la fuerza laboral femenina en las convertidas fábricas de armamento en Tyneside. Fue por este trabajo de guerra que Lady Parsons fue nombrada primera miembro honoraria de la Institución de Ingenieros y Constructores de Barcos de la Costa Noreste en 1919.
Habiendo visto el despliegue altamente efectivo de mujeres en trabajos de ingeniería durante la Gran Guerra, Lady Parsons fue enérgicamente crítica del apartamiento de muchas mujeres de dicho trabajo conforme a los términos de la Ley de Restauración de Prácticas de Pre-Guerra de 1919 que restauró a muchos combatientes masculinos que regresaban a sus responsabilidades antes de la guerra.
En un discurso ampliamente difundido el 9 de julio de 1919: 'El trabajo de las mujeres y la construcción naval durante la guerra', deploraba la forma en que se había pedido a las mujeres que produjeran los 'elementos de guerra y destrucción', pero luego se les negó 'el privilegio de fabricar municiones' de paz.'

## The Women's Engineering Society
Solo tres semanas antes había lanzado la Women's Engineering Society (WES) en colaboración con su hija Rachel y otras cinco mujeres influyentes, Eleanor Shelley-Rolls; Janetta Mary Ornsby; Margaret D Rowbotham; Margaret, Lady Moir y Laura Annie Willson con el fin de proteger la posición de las mujeres en ese campo y permitirles comunicarse y, especialmente, compartir oportunidades de formación y empleo.
Fue Lady Parsons quien nombró a Caroline Haslett como primera secretaria de WES en febrero de 1919. Los frecuentes desafíos financieros derivados de las dificultades de Lady Parsons llevaron a hacer donaciones sustanciales para mantener a flote la incipiente Sociedad.
Lady Parsons también fue cofundadora de Atalanta Ltd, una empresa creada específicamente para proporcionar empleo a mujeres en trabajos de ingeniería. Después de un período como presidenta de Rachel Parsons, Lady Parsons fue presidenta de la WES desde 1922 hasta 1925. Sus discursos anuales durante esa presidencia de WES han sido descritos por un contemporáneo como "magistrales en su alcance y minuciosos en los detalles". En ese último año, sin embargo, rompió relaciones con WES después de un desacuerdo con Caroline Haslett sobre la dirección futura de la Sociedad.

## Última etapa
Lady Parsons fue magistrada desde 1921, y por sus logros públicos fue admitida en la Worshipful Company of Shipwrights y más tarde se le otorgó un título de la ciudad de Londres. Sin embargo, también encontró mucho tiempo para dedicarse a sus pasatiempos de montar a caballo, conducir largas distancias y entretener a los invitados en la casa familiar de Ray Demesthene en Kirkwhelpington.
Después del fallecimiento de Charles Parsons en 1931, Lady Parsons fue una fuente importante de la biografía de Rollo Appleyard sobre su difunto esposo. Murió en 1933 después de una larga batalla contra el cáncer.

## Legado
La Women's Engineering Society, que Katherine cofundó en julio de 1919, ha fomentado las carreras de mujeres en ingeniería, ciencia y tecnología desde entonces.
La invención de la turbina de vapor, que todavía se utiliza en la actualidad, llevó a que se generara electricidad a gran escala a bajo costo.